# بازآرایی وینیل‌سیکلوپروپان
بازآرایی وینیل‌سیکلوپروپان یا بازآرایی وینیل‌سیکلوپروپان-سیکلوپنتن یک واکنش انبساط حلقه است که طی آن یک حلقه سیکلوپروپان استخلافی با وینیل، به یک حلقه سیکلوپنتن تبدیل می شود.